# Colegio de Comisarios de la Unión Europea
El Colegio de Comisarios es el máximo órgano colegiado político y de decisión de la Comisión Europea, formado por el presidente de la Comisión, así como por los 26 comisarios, incluyendo a los vicepresidentes. Se reúne cada miércoles por la mañana en el edificio Berlaymont, aunque cuando hay sesión plenaria del Parlamento en Estrasburgo se adelanta al martes. Además, con carácter extraordinario, pueden celebrarse a cualquier día y hora cuantas reuniones del Colegio sean oportunas, a petición de cualquiera de sus miembros. También participa en sus reuniones, con voz pero sin voto, el secretario general de la Comisión. El Colegio de Comisarios puede equipararse esquemáticamente a los consejos de ministros o gabinetes/ejecutivos nacionales. El actual Colegio es la Comisión Von der Leyen y está presidido por Ursula von der Leyen.
Aunque pueden emplearse ambos términos indistintamente, el Colegio de Comisarios se diferencia de la Comisión al hacer referencia exclusivamente al órgano político ejecutivo que integra a los comisarios, mientras que aquella puede referirse también a la institución global, incluyendo a toda la administración que la asiste. 

## Composición
El Colegio de Comisarios se compone de 27 miembros, procedentes de cada uno de los Estados de la Unión. El Colegio o Comisión es propuesto por el presidente de la Comisión recién investido, que designa a los comisarios que los Estados proponen (Consejo Europeo), adoptados por mayoría cualficada, con la investidura del Parlamento Europeo obtenida en un voto de aprobación conjunta respaldado por la mayoría simple de la Cámara (para la elección final del Colegio). El Colegio puede cesar de manera conjunta por conclusión de su mandato quinquenal, por dimisión colectiva a instancia de su presidente, o por la adopción de una moción de censura por el Parlamento, aprobada por mayoría de dos tercios de sus diputados.
Los comisarios, que integran el Colegio, pueden clasificarse jerárquicamente de acuerdo con el siguiente esquema:
- el presidente de la Comisión, que preside asimismo el Colegio;
- los vicepresidentes de la Comisión, que pueden a su vez separarse así:
  - el tres vicepresidentes ejecutivos, uno de ellos como el primer vicepresidente (de existencia potestativa),
  - el Alto Representante de la Unión para Asuntos Exteriores y Política de Seguridad, que es, con carácter nato, uno de los vicepresidentes de la Comisión,
  - otros vicepresidentes (no ejecutivos) que puedan existir por decisión de presidente;
- los demás comisarios que dispongan de una cartera específica o departamento;
- los comisarios sin cartera (de existencia también facultativa).

### Grupos de comisarios
Desde el 1 de diciembre de 2019, con la Comisión Von der Leyen, se crean por primera vez los "grupos de comisarios", destinados para hacer cumplir las prioridades políticas que el presidente de la Comisión fijó.
Actualmente existen seis grupos :
- Pacto Verde Europeo 
  - Maroš Šefčovič (Relaciones Interinstitucionales y Prospectiva)
  - Stella Kyriakides (Salud y Seguridad Alimentaria)
  - Adina Vălean (Transportes)
  - Kadri Simson (Energía)
  - Virginijus Sinkevičius (Medio Ambiente, Océanos y Pesca)
  - Janusz Wojciechowski (Agricultura)
  - Elisa Ferreira (Cohesión y Reformas)
  - Wopke Hoekstra (Acción por el Clima)
- Europa Adaptada a la Era Digital
  - Margrethe Vestager (Competencia)
  - Thierry Breton (Mercado Interior)
  - Nicolas Schmit (Empleo y Derechos Sociales)
  - Didier Reynders (Justicia)
- Una economía al servicio de las personas
  - Valdis Dombrovskis (jefe del grupo de comisarios)
  - Nicolas Schmit (Empleo y Derechos Sociales)
  - Paolo Gentiloni (Economía)
  - Elisa Ferreira (Cohesión y Reformas)
  - Mairead McGuinness (Comisario europeo de Servicios Financieros, Estabilidad Financiera y Unión de los Mercados de Capitales)
- Una Europa más fuerte en el Mundo 
  - Josep Borrell (Alto representante de la Unión para Asuntos Exteriores y Política de Seguridad)
  - Olivér Várhelyi (Vecindad y Ampliación)
  - Janez Lenarčič (Gestión de Crisis)
  - Jutta Urpilainen (Asociaciones Internacionales)
- Promoción de nuestro modo de vida europeo
  - Margaritis Schinas (jefe del grupo de comisarios)
  - Helena Dalli (Igualdad)
  - Ylva Johansson (Transportes)
  - Stella Kyriakides (Salud y Seguridad Alimentaria)
  - Nicolas Schmit (Empleo y Derechos Sociales)
- Un nuevo impulso a la democracia europea
  - Věra Jourová (Valores y Transparencia)
  - Didier Reynders (Justicia)
  - Maroš Šefčovič (Relaciones Interinstitucionales y Prospectiva)
  - Dubravka Šuica (Democracia y Demografía)
  - Helena Dalli (Igualdad)

## Responsabilidad política y cese

### Control parlamentario
La Comisión, como cualquier poder ejecutivo, tiene una responsabilidad política ante el poder legislativo que lo ha investido, en este caso, ante la Cámara Baja, el Parlamento Europeo, es ante el cual tiene que responder cuando éste le someta al control parlamentario.

### Cese
El presidente, el Colegio de Comisarios y los comisarios pueden cesar colectiva o individualmente, en tres circunstancias:
- Renuncia/dimisión: el Colegio (colectivamente) o los miembros (individualmente) deben presentar su dimisión ante el presidente de la Comisión. Asimismo, el presidente deberá presentar su dimisión ante el presidente del Consejo Europeo.
- Expiración de mandato: el mandato natural de una legislatura es de 5 años.
- Moción de censura: De conformidad con el artículo 17.8 del TUE y el artículo 119 del reglamento interno del Parlamento;[4][5]
  - 1. La décima parte de los diputados que componen el Parlamento podrá presentar ante el presidente una moción de censura de la Comisión. Cuando se haya votado una moción de censura en los dos meses anteriores, cualquier nueva moción presentada por menos de una quinta parte de los diputados que componen el Parlamento será inadmisible.
  - 2. La moción deberá denominarse «moción de censura» y estar motivada. Se transmitirá a la Comisión.
  - 3. El presidente anunciará a los diputados la presentación de una moción de censura en cuanto la haya recibido.
  - 4. El debate sobre la censura no tendrá lugar hasta transcurridas veinticuatro horas como mínimo desde que se comunique a los diputados la presentación de la moción de censura.
  - 5. La votación sobre la moción será nominal y no tendrá lugar hasta transcurridas cuarenta y ocho horas como mínimo desde el comienzo del debate.
  - 6. Sin perjuicio de lo dispuesto en los apartados 4 y 5, el debate y la votación se celebrarán, a más tardar, durante el período parcial de sesiones siguiente a la presentación de la moción.
  - 7. De conformidad con el artículo 234 del Tratado de Funcionamiento de la Unión Europea, la moción de censura se aprobará por mayoría de dos tercios de los votos emitidos que representen, a su vez, la mayoría de los diputados que componen el Parlamento. El resultado de la votación se comunicará al presidente del Consejo Europeo y al presidente de la Comisión.

Asimismo, cabe el cese individual de los comisarios, que (excluidos los casos anteriores, de cese colectivo) puede producirse por fallecimiento, incapacitación política en virtud de sentencia del Tribunal de Justicia de la Unión Europea, dimisión voluntaria y dimisión forzosa por petición del presidente de la Comisión.
La Comisión o, individualmente, el comisario cesado permanecerá en funciones en el ejercicio de su cargo hasta el nombramiento de una nueva Comisión o, en su caso, del nuevo comisario. El Colegio que haya entrado en funciones se limitará a despachar los asuntos ordinarios y a la eventual adopción de medidas de urgencia sobrevenida. Se abstendrá en su actuación, en lo posible, de todo comportamiento o resolución que pueda condicionar gravemente las condiciones políticas o presupuestarias del Colegio que lo suceda.

## Funcionamiento
Los comisarios que integran el Colegio se relacionan entre sí sobre la base de dos principios de funcionamiento político principales, que son consustanciales a la propia Comisión Europea: 
- el principio de colegialidad, conforme al cual todos los miembros de la Comisión responden solidariamente de las políticas desplegadas y de las decisiones adoptadas en Colegio de Comisarios, en un espíritu de lealtad institucional;
- el principio de jerarquía interna, que ordena a los comisarios según su nivel en la cadena de mando y protocolario.

A su vez, existen otras dos reglas que definen las relaciones funcionales que rigen entre los comisarios y sus departamentos con los demás miembros del Colegio:
- el principio presidencial,[6] que reserva al Presidente de la Comisión las funciones de orientación política, organización funcional y dirección administrativa de la Comisión y de los miembros del Colegio;
- el principio de eficacia, conforme al cual las decisiones adoptadas por el Colegio en el ejercicio de sus funciones han de prepararse, presentarse y aplicarse por los comisarios y mediante los procedimientos que maximicen el rendimiento y minimicen el coste de la actividad;
- el principio de desconcentración funcional, que promueve la delegación de aquellas funciones del Colegio que puedan ser asumidas o ejecutadas mejor por cualquiera de sus miembros o por los servicios que lo asisten.

La responsabilidad política del Colegio de Comisarios se ejerce, de manera conjunta y solidaria, ante el Parlamento Europeo, sin perjuicio de la responsabilidad individual que pueda corresponder a cada uno de sus miembros por las decisiones adoptadas individualmente como Comisario durante su mandato. Esta cláusula de responsabilidad política, junto con la posibilidad contemplada por los Tratados de Roma de una moción de censura contra la Comisión, ha determinado que muchos estudiosos del Derecho de la Unión Europea hablen de la progresiva imposición en el sistema político de la Unión de una lógica típicamente parlamentaria, o principio parlamentario.
El Colegio de Comisarios se encuentra permanentemente asistido por la Secretaría General de la Comisión, integrada en la estructura orgánica de la Oficina del Presidente.

### Las carteras
Se denominan carteras en la Comisión Europea a las áreas de responsabilidad política que el Presidente asigna a cada uno de los Comisarios durante la formación del Colegio o a lo largo de su mandato por medio de remodelaciones. 
Se considera convencionalmente que un comisario tiene encomendada la gestión o llevanza de una cartera propia cuando el presidente adscribe o vincula al mandato político de aquel la dependencia de una o varias direcciones generales o servicios, como se conoce a los departamentos de la Comisión Europea. 
En caso contrario se trataría de un comisario sin cartera, previsiblemente sujeto o asociado a un comisario con cartera. Esta situación no se ha dado desde que concluyera el mandato de la Comisión Prodi en el año 2004. En la Comisión Barroso II cada uno de los 28 comisarios tenía encomendada una cartera; siete de ellos ostentaban además el rango de vicepresidentes.